# Gréalou
 Gréalou  es una población y comuna francesa, en la región de Mediodía-Pirineos, departamento de Lot, en el distrito de Figeac y cantón de Cajarc. Forma parte de la Via Podiensis, rama del Camino de Santiago.

## Demografía
| 190 | 175 | 194 | 215 | 201 | 224 |
| Para los censos de 1962 a 1999 la población legal corresponde a la población sin duplicidades (Fuente: INSEE [Consultar]) |     |     |     |     |     |